# Jardim Graúna
O Jardim Graúna é um bairro localizado no distrito de Cidade Dutra, na Zona sul da cidade de São Paulo, foi loteado no início dos anos 80 as margens da represa Billings, na cidade de São Paulo, e fica entre a Represa, e o Jardim Guanhembú. O bairro é caracterizado como um bairro residencial, e conta com apenas uma via principal para entrada e saída do bairro, a Avenida Presidente João Goulart.
O bairro é basicamente cercado pela represa, fazendo divisa apenas com o Jardim Orion.

## Projetos
Existe um projeto de mobilidade urbana que prevê a construção de uma ponte sob a represa entre o Jardim Gaivotas, localizado em uma Península da Represa Billings e o bairro, ligando o distrito do Grajaú e o distrito da Cidade Dutra. Este projeto visa uma economia de 14 quilômetros e 1 hora e meia no deslocamento dos moradores do Grajaú (bairro de São Paulo) em direção ao centro.